# Верхньо-Ульхунське сільське поселення
Ве́рхньо-Ульху́нське сільське поселення (рос. Верхне-Ульхунское сельское поселение) — сільське поселення у складі Киринського району Забайкальського краю Росії.
Адміністративний центр — село Верхній Ульхун.

## Історія
Станом на 2002 рік існував Верхньоульхунський сільський округ (села Верхній Ульхун, Тирин).

## Населення
Населення сільського поселення становить 892 особи (2019; 1073 у 2010, 1474 у 2002).

## Склад
До складу сільського поселення входять:
| Населений пункт      | Населення, осіб (2002) | Населення, осіб (2010) |
| -------------------- | ---------------------- | ---------------------- |
| Верхній Ульхун, село | 1127                   | 818                    |
| Тирін, село          | 347                    | 255                    |